# Millarworld Annual
Millarworld Annual è un fumetto antologico facente parte dell'etichetta editoriale Millarworld e pubblicato dalla casa editrice Image Comics negli anni 2016 e 2017. Le storie al suo interno sono state realizzati dai vincitori di un concorso promosso da Mark Millar a livello internazionale.

## Storia editoriale
Nel 2015 Mark Millar annunciò l'intenzione di pubblicare l'anno successivo un albo contenente storie con protagonisti i personaggi del Millarworld realizzate da autori esordienti come modo per contribuire al debutto nel mondo dell'editoria fumettistica delle nuove leve, proponendo lo stesso pagamento previsto per i principianti presso le case editrici Marvel e DC; il concorso si svolse dal 29 Settembre al 30 Novembre era rivolto a livello internazionale e Millar presentò il progetto come un appuntamento annuale. Nel Dicembre 2015 vennero annunciati i sei sceneggiatori e i sette disegnatori vincitori e le serie su cui si sarebbero cimentati.
Gli autori vennero supportati e coordinati dall'editor Rachel Fulton, entrata nello staff dell'etichetta Millarworld nel Gennaio 2016, e tutti i proventi ricavati dalla vendita dell'albo vennero devoluti alla HERO Initiative. Il concorso si svolse una seconda volta nell'autunno 2016 e il nuovo albo venne pubblicato l'anno successivo.
Alcuni dei partecipanti ai due concorsi hanno avuto modo di proseguire la loro carriera nell'industria del fumetto: Deniz Camp dopo aver scritto alcune miniserie, come 20th Century Men per la Image, ha ricevuto l'incarico di scrivere la nuova serie degli Ultimates all'interno del rilancio della linea Ultimate Marvel supervisionata da Jonathan Hickman; Ozgur Yildirim nel 2017 ha disegnato una nuova storia breve di Kingsman ed è diventato successivamente un copertinista presso la Marvel Comics; Luana Vecchio ha realizzato le miniserie Lovesick come autrice completa e Bolero in coppia con lo scrittore Wyatt Kennedy per la Image Comics; Stephanie Cooke ha lavorato come editor per Black Mask Studios e Image Comics e dal 2023 inizia una nuova serie dedicata a My Little Pony per la IDW Publishing; Jake Elphick ha disegnato la miniserie Backtrack per la Oni Press nel 2020 e Cyberpunk 2077: Kickdown per la Dark Horse nel 2024.

## Pubblicazioni
I titoli sono attualmente inediti in Italia.
| Data           | Serie          | Titolo                            | Soggetto e sceneggiatura | Disegni             | Colori            | Copertina     |
| -------------- | -------------- | --------------------------------- | ------------------------ | ------------------- | ----------------- | ------------- |
| Giugno 2016    | Chrononauts    | Prom Night                        | Shaun Brill              | Conor Hughes        | Abigail Bulmer    | Satine Zillah |
| Giugno 2016    | Kick-Ass       | Blindsided                        | Ricardo Mo               | Ifesinachi Orijekwe | Abigail Bulmer    | Satine Zillah |
| Giugno 2016    | American Jesus | Undeath                           | Cliff Bumgardner         | Steve Beach         | Abigail Bulmer    | Satine Zillah |
| Giugno 2016    | Kingsman       | Mum's The Word                    | Phillip Huxley           | Myron Macklin       | Abigail Bulmer    | Satine Zillah |
| Giugno 2016    | Starlight      | Duke McQueen's Greatest Adventure | Deniz Camp               | Pracheta Banerjee   | Pracheta Banerjee | Satine Zillah |
| Giugno 2016    | Hit-girl       | Mindy's ABCs                      | Mark Abnett              | Ozgur Yildirim      | Abigail Bulmer    | Satine Zillah |
| Settembre 2017 | Kick-Ass       | Trick Or Cheat                    | Emma Sayle               | Edgy Ziane          | Abigail Bulmer    | Rob Doyle     |
| Settembre 2017 | Empress        | Rulebook                          | Will McLaren             | Luana Vecchio       | Luana Vecchio     | Rob Doyle     |
| Settembre 2017 | Nemesis        | We Are Nemesis                    | Steve Lawrence           | Marcelo Salaza      | Abigail Bulmer    | Rob Doyle     |
| Settembre 2017 | Superior       | Symptoms                          | Simon James              | Alex Aguilar        | Abigail Bulmer    | Rob Doyle     |
| Settembre 2017 | Supercrooks    | The Anniversary                   | Martin Renard            | Robert Carey        | Abigail Bulmer    | Rob Doyle     |
| Settembre 2017 | Huck           | Home Sweet Huck                   | Stephanie Cooke          | Jake Elphick        | Abigail Bulmer    | Rob Doyle     |